# باشگاه ورزشی النجمه
باشگاه ورزشی النجمه (به عربی: نادی النجمة الریاضی) یک باشگاه ورزشی در شهر بیروت و در کشور لبنان می‌باشد که در لیگ برتر فوتبال لبنان بازی می‌کند.
این باشگاه در سال ۱۹۴۵ میلادی تأسیس شده است.
این باشگاه در سال ۲۰۰۵ با شکست در فینال٬ به مقام نایب قهرمانی ای‌اف‌سی کاپ رسید.
همچنین النجمه ۷ بار به مقام قهرمانی لیگ برتر لبنان رسیده است.

## عملکرد در مسابقات AFC
- لیگ قهرمانان آسیا ۲

۲۰۰۵: نایب قهرمان

## بازیکنان برجسته
- باسم عباس